# Alberto Ruiz Largo
Alberto Ruiz Largo (Madrid, España, 27 de diciembre de 1977) es un exfutbolista español que jugaba como delantero o centrocampista.

## Trayectoria
Se formó en las categorías inferiores del Real Madrid C. F. para pasar, posteriormente, a la A. D. Colmenar Viejo, donde fue máximo goleador en Tercera División. En la temporada 1996-97 fichó por el Real Sporting de Gijón "B" y participó en la fase de ascenso a Segunda División tras finalizar el curso en la primera posición del grupo 1 de Segunda B. En la siguiente campaña, la 1997-98, debutó en Primera División con el Real Sporting de Gijón ante el R. C. Celta de Vigo en el estadio El Molinón. A partir de 1999, quedó incorporado definitivamente al primer equipo del Sporting, con el que disputó tres campañas en la categoría de plata.
En la temporada 2002-03 fue traspasado al Getafe C. F., club con el que consiguió un ascenso a Primera División en la campaña 2003-04. Tras una participación testimonial en la máxima categoría, con solo dos encuentros jugados, rescindió su contrato con el equipo madrileño en el verano de 2005 y fichó por el Elche C. F. En la temporada 2006-07 sufrió una lesión en la rodilla izquierda que lo mantuvo alejado de los terrenos de juego durante ocho meses. Su reaparición tuvo lugar el 27 de octubre de 2007, durante un partido disputado contra el Cádiz C. F. en el que logró anotar el gol de la victoria ilicitana por 1-0. Sin embargo, a comienzos del año 2008, fue intervenido de nuevo en la rodilla y no llegó a participar en ningún encuentro de la segunda vuelta de la campaña 2007-08. Al finalizar la misma, abandonó el Elche y se retiró del fútbol profesional.

## Clubes
| Club                       | País   | Año       |
| -------------------------- | ------ | --------- |
| A. D. Colmenar Viejo       | España | 1995-1996 |
| Real Sporting de Gijón "B" | España | 1996-1999 |
| Real Sporting de Gijón     | España | 1999-2002 |
| Getafe C. F.               | España | 2002-2005 |
| Elche C. F.                | España | 2005-2008 |